# Strongylopus kilimanjaro
Strongylopus kilimanjaro är en groddjursart som beskrevs av Clarke och John C. Poynton 2005. Strongylopus kilimanjaro ingår i släktet Strongylopus och familjen Pyxicephalidae. IUCN kategoriserar arten globalt som otillräckligt studerad. Inga underarter finns listade i Catalogue of Life.